# Wolfgang Kittel
Wolfgang Alexander Kittel (* 11. November 1899 in Charlottenburg; † 27. Februar 1967 in Bad Homburg vor der Höhe) war ein deutscher Eishockeyspieler, bevor er 1928 in die zivile Luftfahrt wechselte.

## Leben
Kittel war der Sohn des Facharztes für gichtig-rheumatische Krankheiten Miesko Kittel (1856–1923) in Franzensbad und Meran und dessen erster Ehefrau Auguste Juliane Alice Reschke (1869–1925). Kittel besuchte das Gymnasium Eger und das Internat Cilli. Nach dem Besuch der Offiziersschule in Innsbruck stand er während des Ersten Weltkriegs in einem österreichischen Kaiserjäger-Regiment in der Isonzo-Schlacht. Nach dem Krieg war er kurze Zeit im Baltikum in einem Freikorps. Danach studierte er ohne Abschluss an den Technischen Hochschulen München und der Technischen Universität Berlin. Kittel heiratete am 17. Juli 1922 in Budapest Carola Mathilde Elfriede Remy. Die Ehe blieb kinderlos und wurde 1939 in Berlin geschieden. Von 1924 bis 1928 war er im Lohmann-Konzern tätig.
Vor 1928 spielte Kittel auf Vereinsebene für den Berliner Schlittschuhclub, mit dem er 1928 den deutschen Meistertitel gewann. Für die deutsche Eishockeynationalmannschaft nahm Kittel an den Olympischen Winterspielen 1928 in St. Moritz teil. Bei der Europameisterschaft 1927 gewann er mit seiner Mannschaft die Bronzemedaille. Insgesamt absolvierte er zwei Länderspiele für Deutschland.
1928 ging Kittel nach Barranquilla (Kolumbien), wo er bis 1938 für die SCADTA (Sociedad Colombo-Alemana de Transportes Aereos) arbeitete. Zum 1. Juni 1933 trat er der NSDAP bei (Mitgliedsnummer 3.280.718).  Gesundheitsbedingt kam er 1938 wieder nach Deutschland, wo er sich mit der Sammlung von Dokumenten zum Nachweis seiner nicht-jüdischen Vorfahrenschaft beschäftigte. 1939 wurde er mit der Lufthansa-Vertretung in Bathurst/British West Gambia (heute: Sierra Leone) betraut. Da er dort gleichzeitig die Funktion des deutschen Konsuls innehatte, wurde er mit Beginn des Zweiten Weltkriegs nach England deportiert. Seine Internierung sollte in Kanada erfolgen, wohin er mit dem Schiff Arandora Star verbracht werden sollte. Das Schiff wurde vom deutschen U-Boot U 47 unter Kapitän Günther Prien am 2. Juli 1940 torpediert und versenkt. Kittel wurde durch den kanadischen Zerstörer St. Laurent gerettet. Er wurde nach England verbracht und wenige Tage später am 12. Juli mit der Dunera Richtung Australien verschifft.
An Bord kam es vor Kapstadt zu einer Meuterei, die Kittel nach Mitteilung seiner zweiten Ehefrau Ingeborg Kittel (geb. Gerlach; 1921–2018) auf Seiten der Mannschaft niederschlug. Dass er dann aber mit einem Passagierdampfer ohne Begleitung auf sein Ehrenwort in der 1. Klasse nach London zurückreiste, hatte seinen Grund nicht in der fälligen Kriegsgerichtsverhandlung in London, sondern in seinem Rang als deutscher Konsul. Er war eine Spielfigur im „Kriegsschach“ geworden: England hoffte, ihn gegen einen britischen Diplomaten in deutscher Hand zu „tauschen“. Ein weiteres Beispiel für einen solchen „Tausch“ war der zukünftige Schwiegervater Kittels, Werner Gerlach. Dieser war mit  Gemahlin und beiden Töchtern gegen Sir Lancelot Oliphant, den britischen Botschafter in den Niederlanden „getauscht“ worden. Sir Lancelot verfasste ein kleines Büchlein über seine Zeit in Deutschland, das er mit der sparsamen Widmung: „To: Gerlach, W.“ versah.
Abschließend kann angenommen werden, dass eines der englischen Ministerien erst sehr spät merkte, dass Kittel in Australien nicht mehr für Austauschverhandlungen zur Verfügung gestanden wäre.
Kittels Verbleib bis zum Weihnachtsfest 1940, das er in Dunluce House, Ramsey, auf der Isle of Man verbrachte, ist nicht belegbar. In dieser Villa waren deutsche VIPs und Diplomaten untergebracht. Er traf dort auf seinen künftigen Schwiegervater Werner Gerlach, den deutschen Generalkonsul in Reykjavík, Island, den die Engländer im Mai 1940 mitsamt seiner Familie nach England deportiert hatten. Dort lernte Kittel auch seine zukünftige zweite Ehefrau Ingeborg Gerlach, die ältere Tochter Gerlachs, kennen. Aus Kittels zweiter Ehe stammen zwei Söhne (Werner Kittel, Begründer des Kunstarchivs Kittel in der Kölner Kunst und Museumsbibliothek * 1945 und Gerd Kittel (Frankfurter Photograph * 1948)).
Nachdem Familie Gerlach im Herbst 1941 über Lissabon repatriiert worden war, verblieb Kittel knapp zwei Jahre in englischer Internierung. Kittels Austausch erfolgte am 26. Mai 1943 in Lissabon, von wo aus er per Zug nach Deutschland fuhr. Er heiratete in der deutschen Botschaft in Paris am 15. September 1943 Ingeborg Gerlach. Von 1943 bis zur erneuten Internierung 1945–1947 leitete er die Firma Bauer & Schaurte in Neuss, einem als Hersteller von hochfesten Schrauben „kriegswichtigen Betrieb“.
Nach der Internierung durch das britische Militär (1945–1947) arbeitete er einige Jahre bei den Matthes-Fischer-Werken, Düsseldorf-Oberkassel, Hersteller bedruckter Blechdosen. Ab 1952/1953 war er bei der neu gegründeten Deutschen Lufthansa A. G. in Köln angestellt. Zunächst 1954 in Hamburg tätig, war er von 1955 bis 1959 in New York als General Manager für Nord- und Mittelamerika zuständig. Von 1960 bis 1965 arbeitete er im Vorstand. Danach war er Hauptgeschäftsführer der Deutschen Zentrale für Tourismus bis zu seinem Tod 1967 in Bad Homburg.

## Erfolge und Auszeichnungen (alle Dokumente im IPG Bensheim)
- 1928 Deutscher Meister mit dem Berliner Schlittschuhclub
- 1927 Bronzemedaille bei der Europameisterschaft
- 1959 Dwight D. Eisenhower Peace Medal
- 1964 Großes Bundesverdienstkreuz mit Stern
- 1964 Professor e. h. der Päpstlichen Xaveriana Universität in Bogotá